# Студия на Поварской
Студия на Поварской (также Театр-студия на Поварской) — экспериментальная театральная студия в Москве, существовавшая в мае—октябре 1905 года. Студия размещалась в помещении театра Немчинова в доме Гирш на углу Поварской и Мерзляковского переулка (зал был разрушен при попадании авиабомбы во время Великой Отечественной войны).

## Предыстория
Инициатором создания Студии был К. С. Станиславский, которого постановки пьес М. Метерлинка и Г. Ибсена в Художественном театре побуждали искать способы «передавать сверхсознательное, возвышенное, благородное из жизни человеческого духа». Внутри МХТ эти постановки вызвали разочарование: «Я не знал, — напишет позже Станиславский в книге „Моя жизнь в искусстве“, — как воплотить на сцене тончайшие передаваемые словами тени чувств. Я был бессилен проводить в жизнь то, что увлекало меня в то время…». Создавая Студию, он выносил свои эксперименты из стен Художественного театра.
К работе в Студии он привлёк покинувшего МХТ ещё в 1902 году Вс. Мейерхольда, считавшего, что современные формы драматического искусства «давно уже пережили себя и не могут удовлетворить интеллигентного зрителя», — в тот момент Мейерхольд, чьё общественное антибуржуазное бунтарство проявлялось и в эстетическом бунте против эпигонского натуралистического искусства, казался Станиславскому единомышленником. Он привлёк к работе в Студии и Валерия Брюсова, который возглавил её «литературное бюро». Заведовать музыкальной частью был приглашён композитор И. А. Сац, художественной частью — Н. Н. Сапунов и С. Ю. Судейкин, которые также приняли участие в оформлении интерьеров здания. В труппу Студии были набраны актёры из театров Москвы и Петербурга, среди которых были И. Н. Певцов, В. А. Подгорный, В. В. Максимов.

## История Студии
Открывая Студию 5 мая 1905 года, Станиславский говорил: «Художественный театр, с его натуральностью игры, не есть, конечно, последнее слово и не думает останавливаться на точке замерзания». Однако для Станиславского опыты работы над символистской драмой не были самоценны, — он стремился к расширению границ и возможностей театрального реализма, перечёркивать весь прежний опыт он не желал. «„Молодой“ театр, — говорил он 5 мая, — наряду с его родоначальником должен продолжать дело и идти далее».
Вскоре после открытия Студии Станиславский покинул Москву, всю режиссёрскую работу предоставив Мейерхольду. Однако ожидания его не оправдались: «Случилось так, — напишет позже Мейерхольд, — что Театр-студия не захотел быть носителем и продолжателем убеждений Художественного театра, а бросился в строительство нового здания с основания».
Под руководством Вс. Мейерхольда Студия поставила пьесы «Смерть Тентажиля» М. Метерлинка и «Шлюк и Яу» Г. Гауптмана. После генеральной репетиции К. С. Станиславский отказался от идеи показа спектаклей. «Там, где кончалась выучка режиссёра, — писал по поводу единственного показа „Смерти Тентажиля“ В. Брюсов, — начиналась обыкновенная актёрская игра, и тотчас было видно, что играют плохие актёры без истинной школы и безо всякого темперамента. Театр-студия показал для всех, ознакомившихся с ним, что пересоздать театр на прежнем фундаменте нельзя. Или надо продолжить здание Антуан-Станиславского театра, или начинать с основания».
К деятельности студии резко отрицательно отнёсся Вл. Немирович-Данченко. Он тоже чувствовал, что Художественному театру надо двигаться дальше, что труппа его «отравлена реализмом, доходящим до узкого натурализма», писал, что «без ярких, истинно поэтических образов театр осуждён на умирание», но метод работы Мейерхольда для него был неприемлем. Посмотрев поставленные Мейерхольдом спектакли, он написал Станиславскому: «Если же бы Вы показали мне то, что я вчера видел, раньше… — я бы сказал: чем скорее Вы покончите с этой грубейшей ошибкой Вашей жизни, тем будет лучше и для Художеств[енного] театра, и для Вас самого, даже для Вашего артистического престижа…»
Сам Станиславский никогда не считал создание Студии ошибкой, но по поводу первых её спектаклей разделил мнение В. Брюсова; позже, в книге «Моя жизнь в искусстве», подробно анализируя опыт Студии на Поварской, он написал:
Талантливый режиссёр пытался закрыть собою артистов, которые в его руках являлись простой глиной для лепки красивых групп, мизансцен, с помощью которых он осуществлял свои интересные идеи. Но при отсутствии артистической техники у актёров он смог только демонстрировать свои идеи, принципы, искания, осуществлять же их было нечем, не с кем, и потому интересные замыслы студии превратились в отвлечённую теорию, в научную формулу. Ещё раз я убедился в том, что между мечтаниями режиссёра и выполнением их — большое расстояние и что театр прежде всего для актёра, и без него существовать не может, что новому искусству нужны новые актёры, с совершенно новой техникой. Раз что таких актёров в студии не было, печальная участь её становилась мне ясна.

## Закрытие Студии
Причин для закрытия Студии оказалось много; помимо неудовлетворённости результатами её работы и недовольства Немировича-Данченко, Станиславского к этому побуждал и общий упадок театральной жизни, вызванный революцией (в октябре Художественный театр принял решение поддержать всеобщую забастовку, и спектакли на время прекратились), и материальные затруднения: Студия существовала на личные средства Станиславского
В октябре 1905 года Студия была закрыта. Опробованные в ней принципы Мейерхольд позже применил в театре В. Ф. Комиссаржевской.
В 1908 году Станиславский напишет: «Когда художественные перспективы покрылись туманом, появилась Студия. Она погибла, но зато наш театр нашёл своё будущее на её развалинах».
Опять поблуждаем, и опять обогатим реализм. Не сомневаюсь, что всякое отвлечение, стилизация, импрессионизм на сцене достижимы утончённым и углублённым реализмом. Все другие пути ложны и мертвы. Это доказал Мейерхольд.